# Hygrophorus pudorinus
Hygrophorus pudorinus (Elias Magnus Fries, 1821 ex Elias Magnus Fries, 1836) din încrengătura Basidiomycota, în familia Hygrophoraceae și de genul Hygrophorus, este o specie comună de ciuperci limitat comestibilă care coabitează, fiind un simbiont micoriza (formează micorize pe rădăcinile arborilor). O denumire populară nu este cunoscută. În România, Basarabia și Bucovina de Nord se dezvoltă preferat pe sol moderat umed și calcaros în păduri de conifere, preponderent sub brazi argintii, mai rar pe lângă molizi și alte conifere, crescând mereu în grupuri mari. Apare de la câmpie la munte din (august) septembrie până în noiembrie.

## Taxonomie

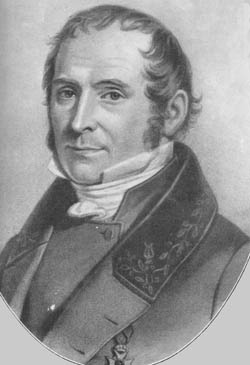
Elias Magnus Fries

Renumitul micolog suedez Elias Magnus Fries a descris ciuperca drept Agaricus pudorinus în volumul 1 al trilogiei sale Systema Mycologicum din 1821.
Apoi, în 1836, Fries însuși a mutat specia la genul Hygrophorus sub păstrarea epitetului, de verificat în cartea sa Anteckningar öfver de i Sverige växande ätliga Svampar, fiind numele curent valabil (2023).
Sinonime obligatorii sunt Limacium pudorinum a micologului german Friedrich Otto Wünsche din 1877 și Limacium eburneum var. pudorinum al compatriotului său Paul Kummer din 1871, ambele bazând pe descrierea lui Fries. Toate celelalte încercări de redenumire precum formele și variațiile descrise sunt și ele acceptate drept sinonime.
Epitetul specific este derivat din cuvântul latin (latină pudor=pudoare), referindu-se la nuanțele adesea roz-portocalii ale cuticulei. 

## Descriere

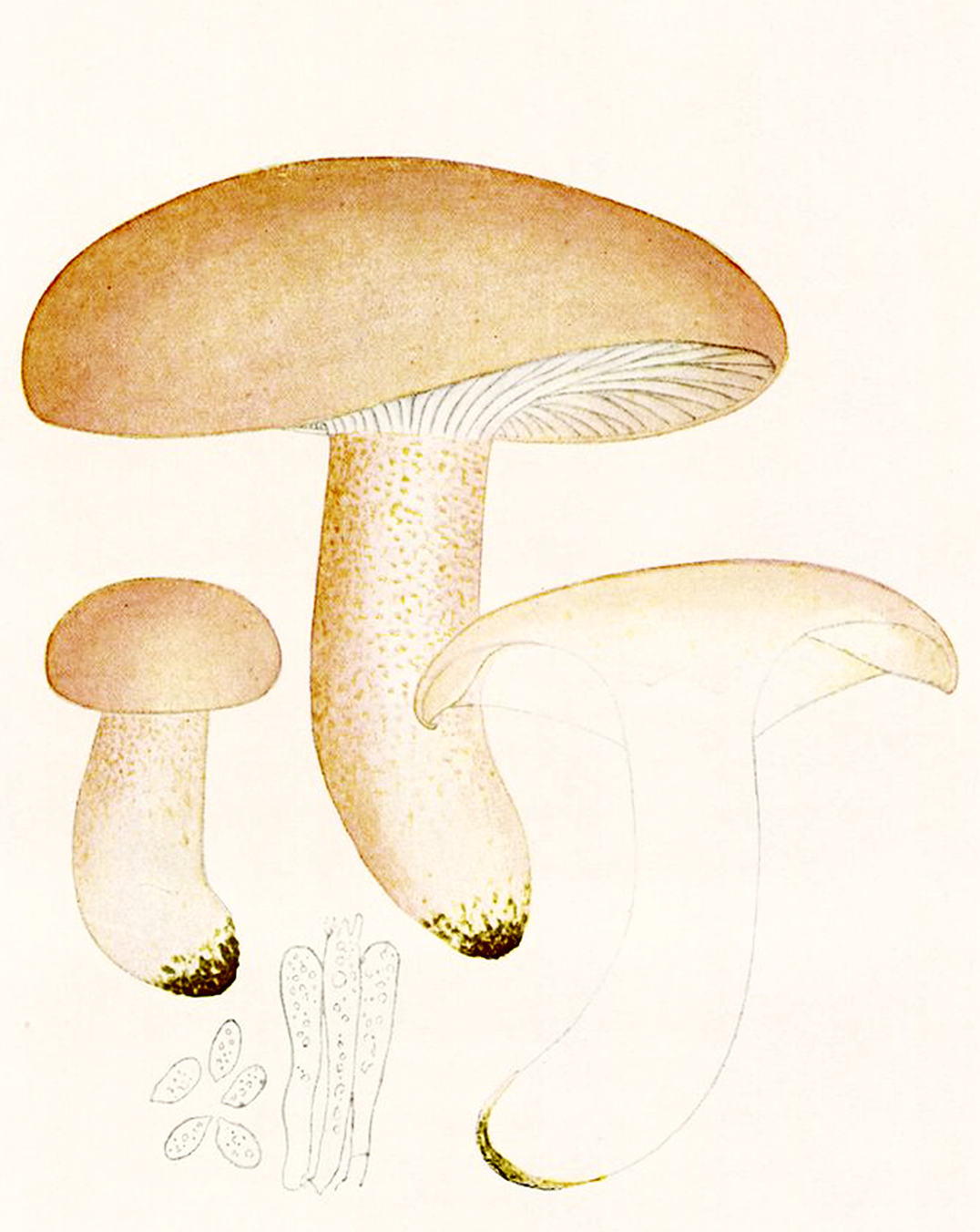
Bres.: Hygrophorus pudorinus

- Pălăria: tare și cărnoasă de obicei cu un diametru de 8-10 cm poate deveni foarte mare la sfârșitul toamnei cu o dimensiune de 17 cm, ocazional și peste 20 cm. Este inițial emisferică cu marginea răsucită spre inferior apoi convexă și la bătrânețe aplatizată cu o cocoașă tocită sau chiar adâncită, marginea fiind atunci curbată, mai ales ondulată, zimțată și crestată. Cuticula ceroasă se arată satinată când este uscată și lipicioasă când este umedă, dar niciodată lipicioasă sau chiar vâscoasă. Coloritul depinde de variație, el poate fi albicios cu nuanțe sau pete rozacee, galben-portocaliu, roz-portocaliu pal sau maro portocaliu deschis și marginea izabel pal până la crem-roz, centrul fiind aproape mereu mai închis.
- Lamelele: elastice, destul de groase și distanțate, cu lameluțe intercalate, ocazional și bifurcate, sunt atașate drept și slab decurente la picior, dar oarecum arcuite spre pălărie, mai târziu cu conexiuni încrucișate la bază. Coloritul este alb (mai ales când este tânăr) până la portocaliu deschis, galben-portocaliu sau de culoarea cărnii somonului.
- Piciorul: robust, cărnos și plin pe dinăuntru cu o lungime de 3-13 (16) cm și o lățime de 1 până la 2,5 (3) cm este esențial cilindric, la bază parțial ascuțit sau parțial îngroșat. Suprafața este slab flocoasă, mai ales în partea de sus, fiind uscată și mătăsoasă, dar puțin vâscoasă la umezeală. Coloritul este albicios, devenind uneori gălbui. La apăsare apar nu rar pete roz-portocalii. Nu poartă un inel.
- Carnea: compactă și fermă este albă, sub cuticulă galben-portocalie până la roz-portocalie. Nu se decolorează după tăiere. Mirosul este rășinos cu nuanțe de păcură, uneori și dulcișor ca de fulgi de nucă de cocos, fiind la exemplare forte tinere neremarcabil. Gustul este blând, dar asemănător terebentinei sau petrolului.[3][4]
- Caracteristici microscopice: are spori netezi, hialini (translucizi) în KOH, neamilozi, elipsoidali, apiculați spre vârf, cu o mărime de 9-12 x 5-6 microni. Pulberea lor este albă. Basidiile clavate cu 4 sterigme (rareori doar două) fiecare au o dimensiune de 55-60 x 7-8 microni.[10] Pileipellis (cuticula), un ixo-trichoderm de până la 150 µm grosime, constă din hife ascendente până la erecte, ramificate, împletite destul de compact, cu multe capete libere, unele nu rar încrustate. Elementele terminale adesea furcate sau noduroase, hialine sau cu pigment intracelular portocaliu pal măsoară 35-90 x 2-5 microni. Coaja tijei este o cutis uscată alcătuită din hife plate până la ușor ascendente cu o lățime de 2-6 µm, cu ridicări împrăștiate. Verucii la vârf sunt compuse din hife compacte, erecte, de până la 120 µm înălțime, cu elemente apicale cilindrice până la îngust clavate de 29-62 x 5-8 microni. Prezintă cleme. Trama himenoforului este bilaterală, fiind alcătuită din elemente cilindrice până la ușor umflate cu o dimensiune de 35-140 x 4-16 microni. Cistidele (elemente sterile situate în stratul himenal sau printre celulele din pielița pălăriei și a piciorului, probabil cu rol de excreție) lipsesc.[11]
- Reacții chimice: carnea și coaja piciorului se decolorează cu Hidroxid de potasiu roșu-portocaliu viu, iar cuticula auriu până la galben-portocaliu, carnea cu guaiacol galben-auriu cu nuanțe verzuie, cu hidroxid de sodiu gălbui, cu sulfovanilină violet și cu tinctură de Guaiacum încet gri-albăstrui.[12]

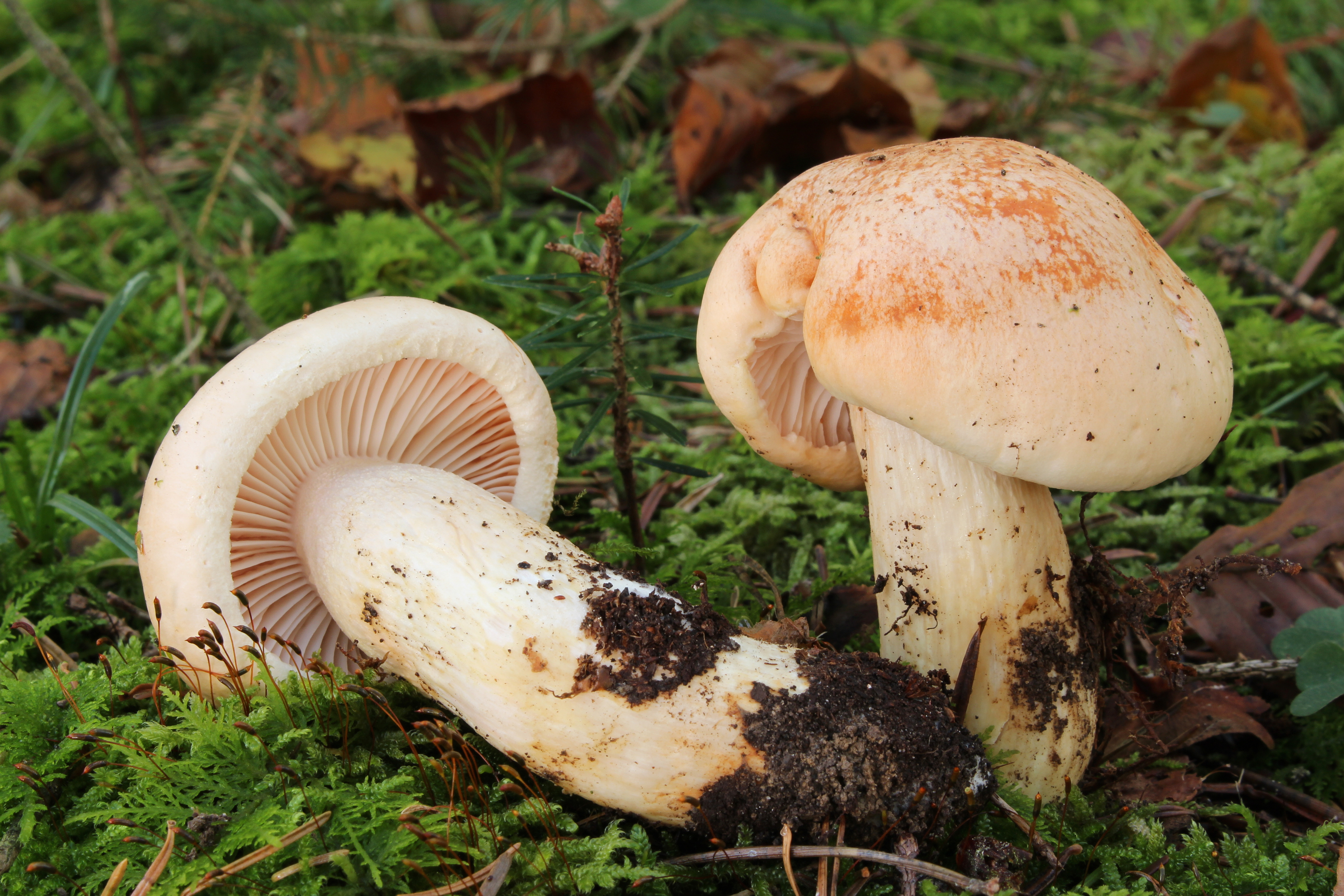
H. pudorinus tineri: pălărie, lamele și picior
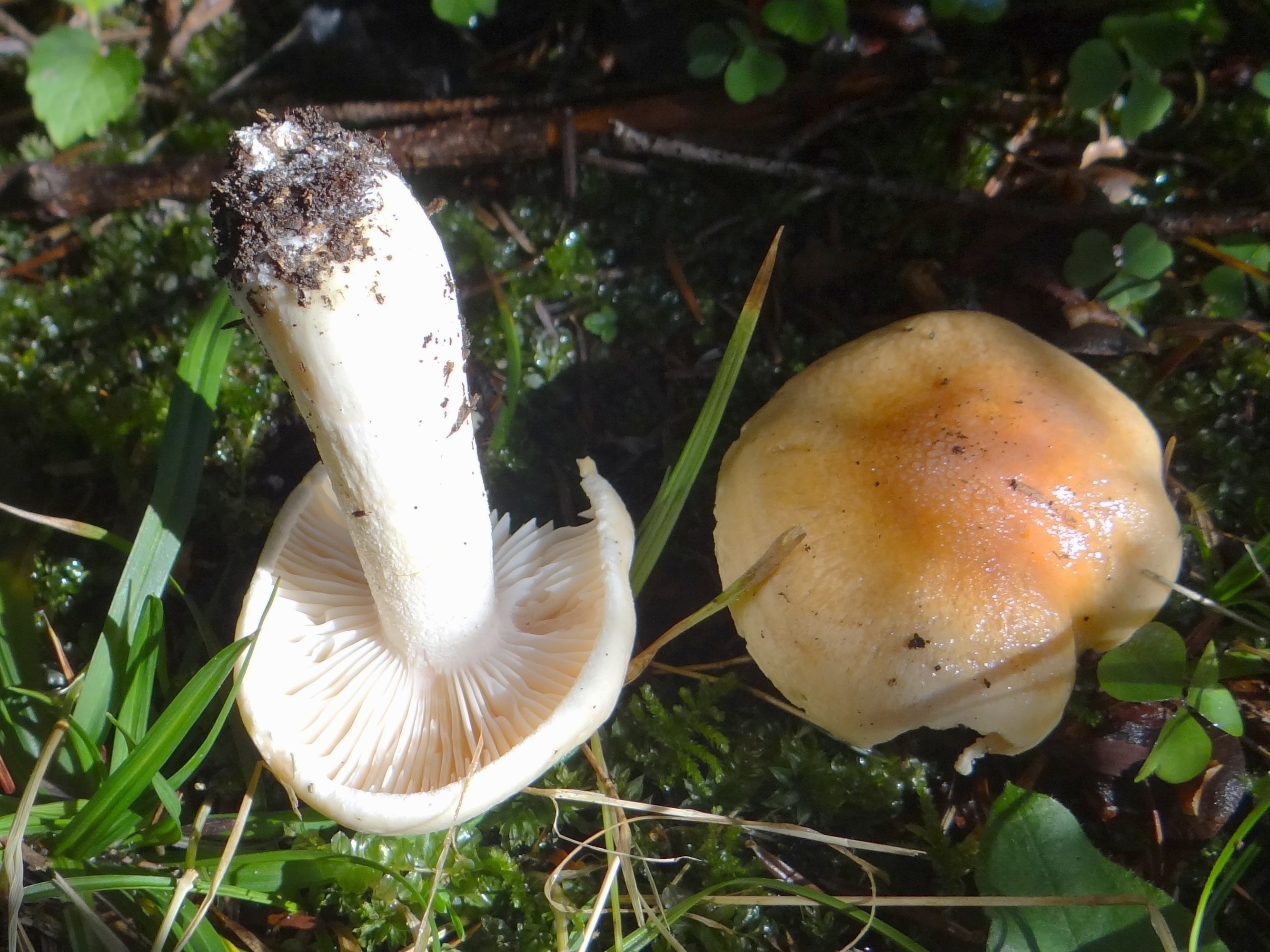
H. pudorinus maturi: pălărie, lamele și picior
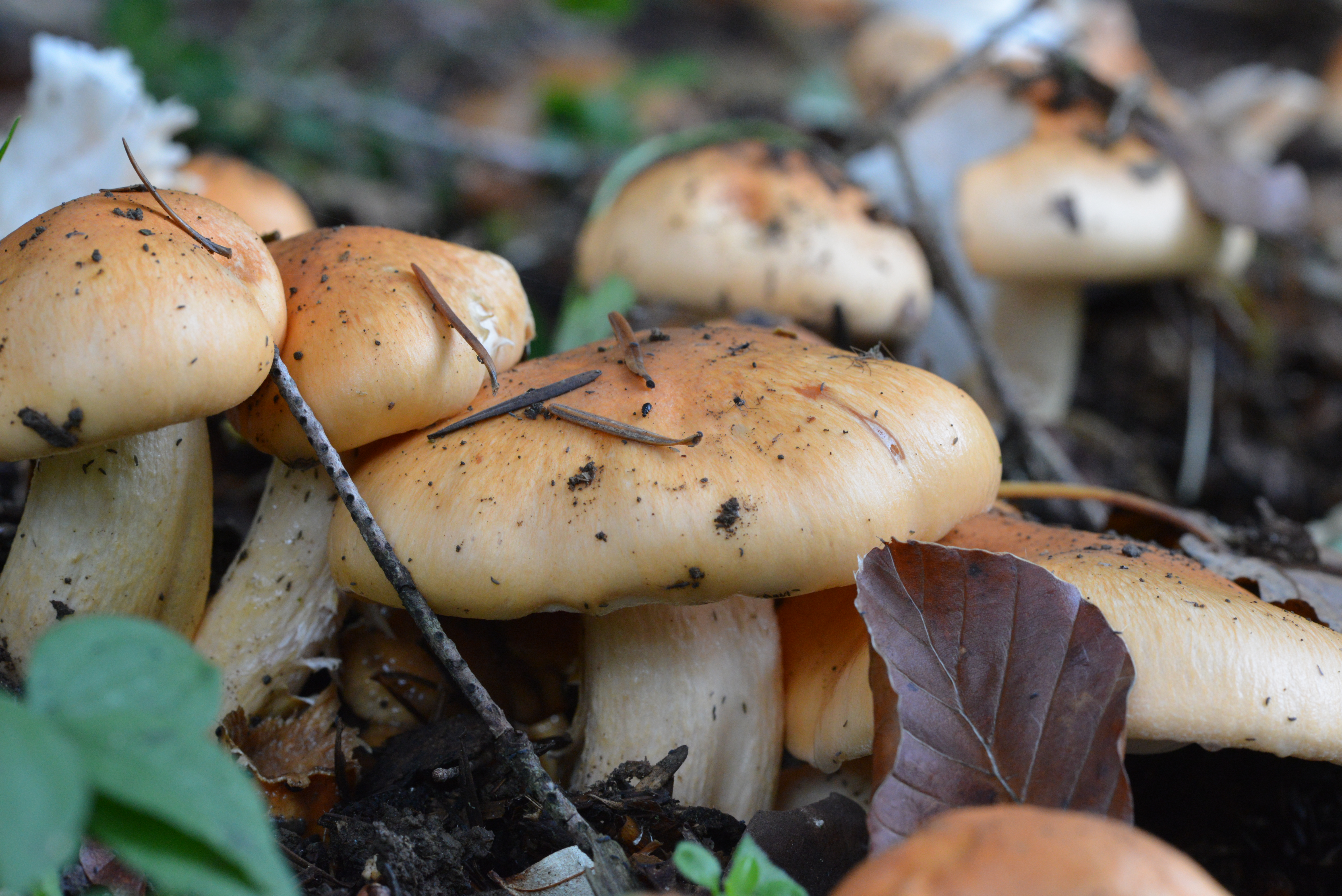
H. pudorinus, grup

## Confuzii
Specia poate fi confundată de exemplu cu Cuphophyllus colemannianus sin. Hygrocybe colemanniana (comestibil), Hygrophorus arbustivus (comestibil), Hygrophorus aureus (comestibil),+ imagini, Hygrophorus chrysodon (comestibil), Hygrophorus discoideus (comestibil), Hygrophorus discoxanthus (comestibilitate tare limitată, se dezvoltă tot sub fagi pe sol calcaros, dar cu miros puternic și nu prea plăcut, lamelele se decolorează galben-maroniu), Hygrophorus hypothejus (comestibil), Hygrophorus ligatus (comestibil, se dezvoltă sub molizi, fără miros sau gust specific) Hygrophorus lucorum (comestibil), Hygrophorus nemoreus (comestibil), Hygrophorus penarius comestibil) Hygrophorus poetarum (comestibil, se dezvoltă tot sub fagi, dar cu miros fructuos și roz sub cuticulă, destul de rar) Hygrophorus piceae (comestibil, se dezvoltă în păduri de molizi pe  mușchi, fără miros, cu gust plăcut), Hygrophorus queletii (comestibil, se dezvoltă sub larici), Hygrophorus speciosus (comestibil),Hygrophorus unicolor sin. Hygrophorus leucophaeus (comestibil) + imagini, dar și cu Calocybe gambosa (comestibil) sau cu Cuphophyllus pratensis sin. Hygrocybe pratensis. ciuciuleni de iarbă) (comestibil),

## Specii asemănătoare în imagini

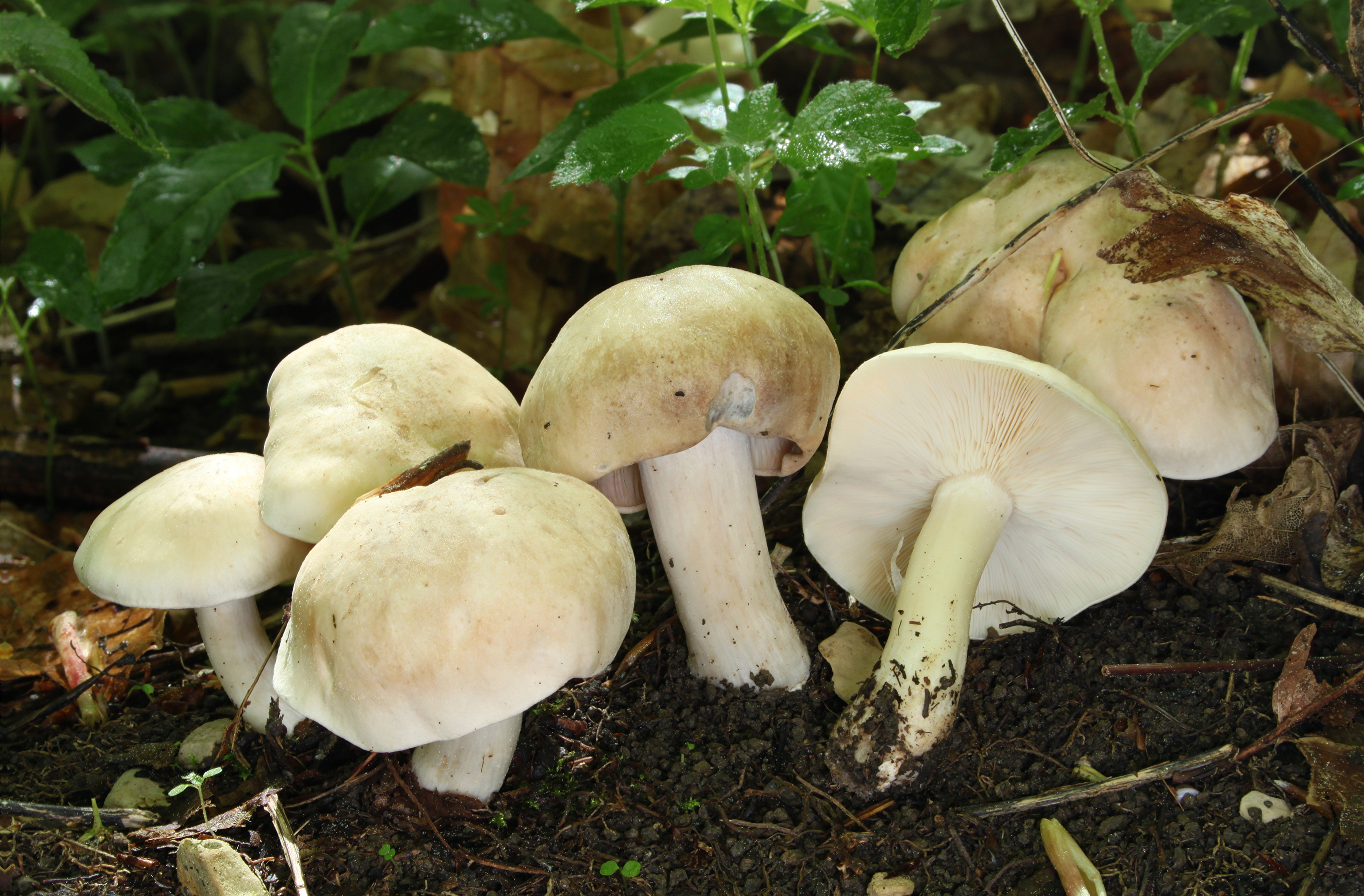
Calocybe gambosa
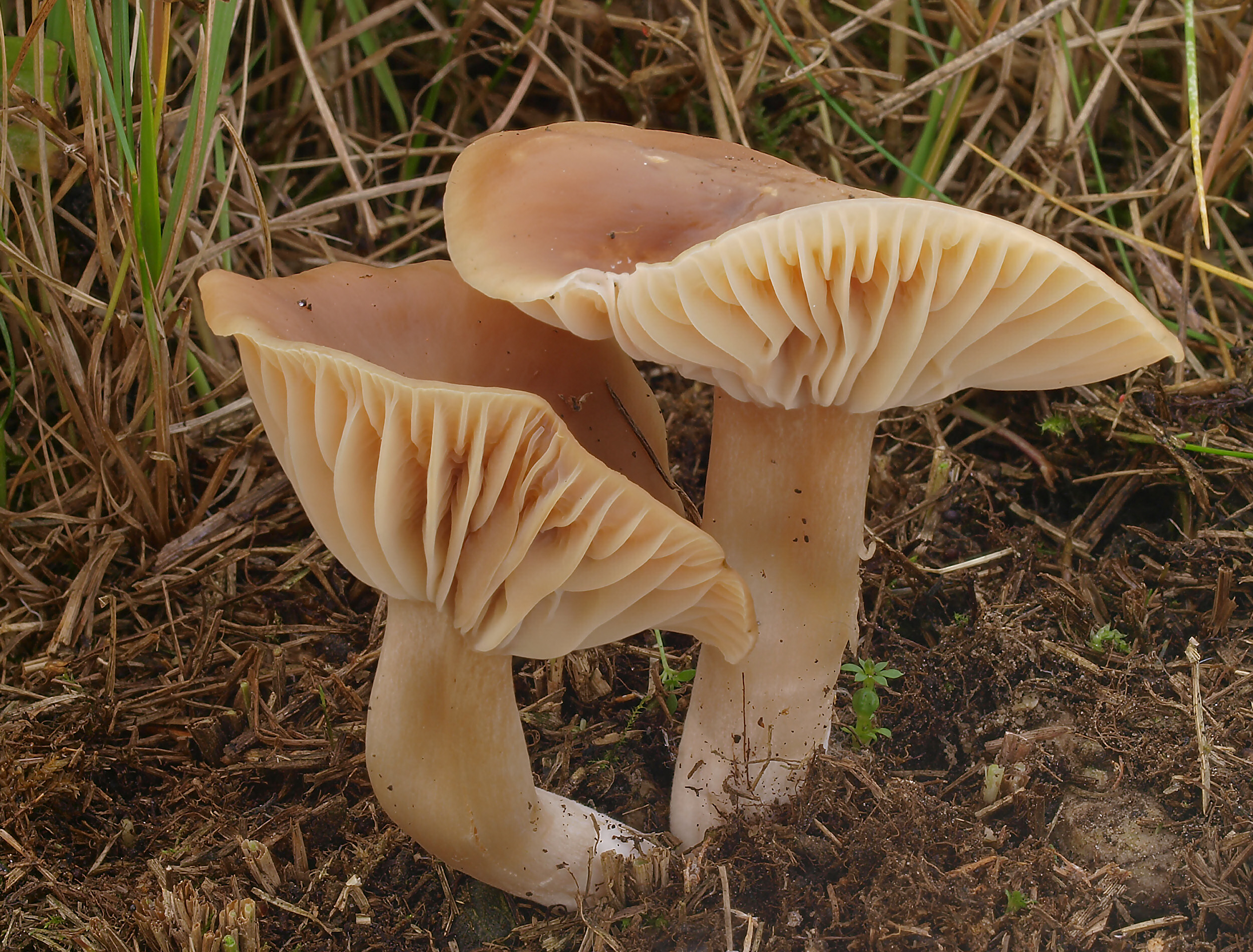
Cuphophyllus colemannianus sin. Hygrocybe colemanniana
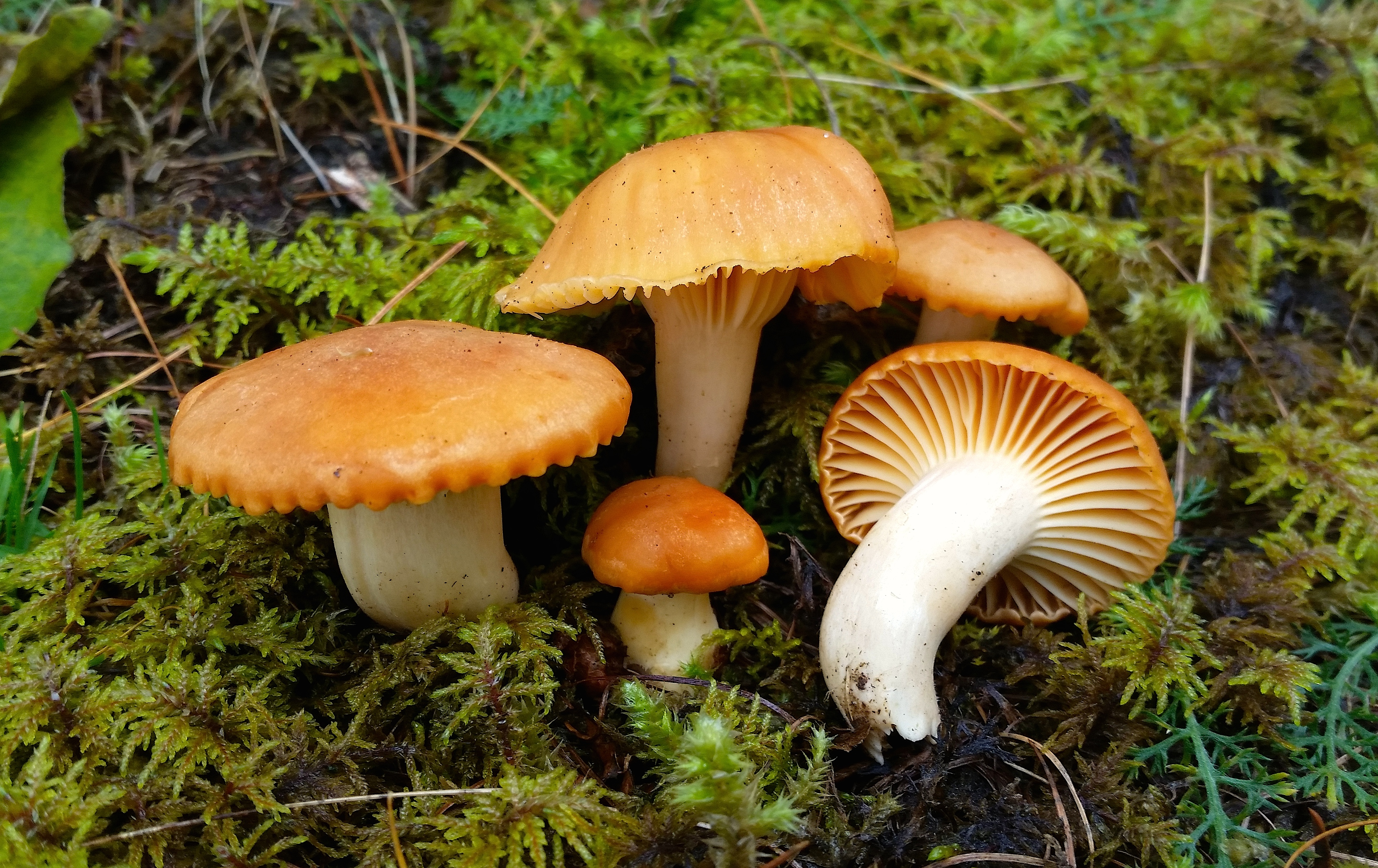
Cuphophyllus pratensis sin. Hygrocybe pratensis
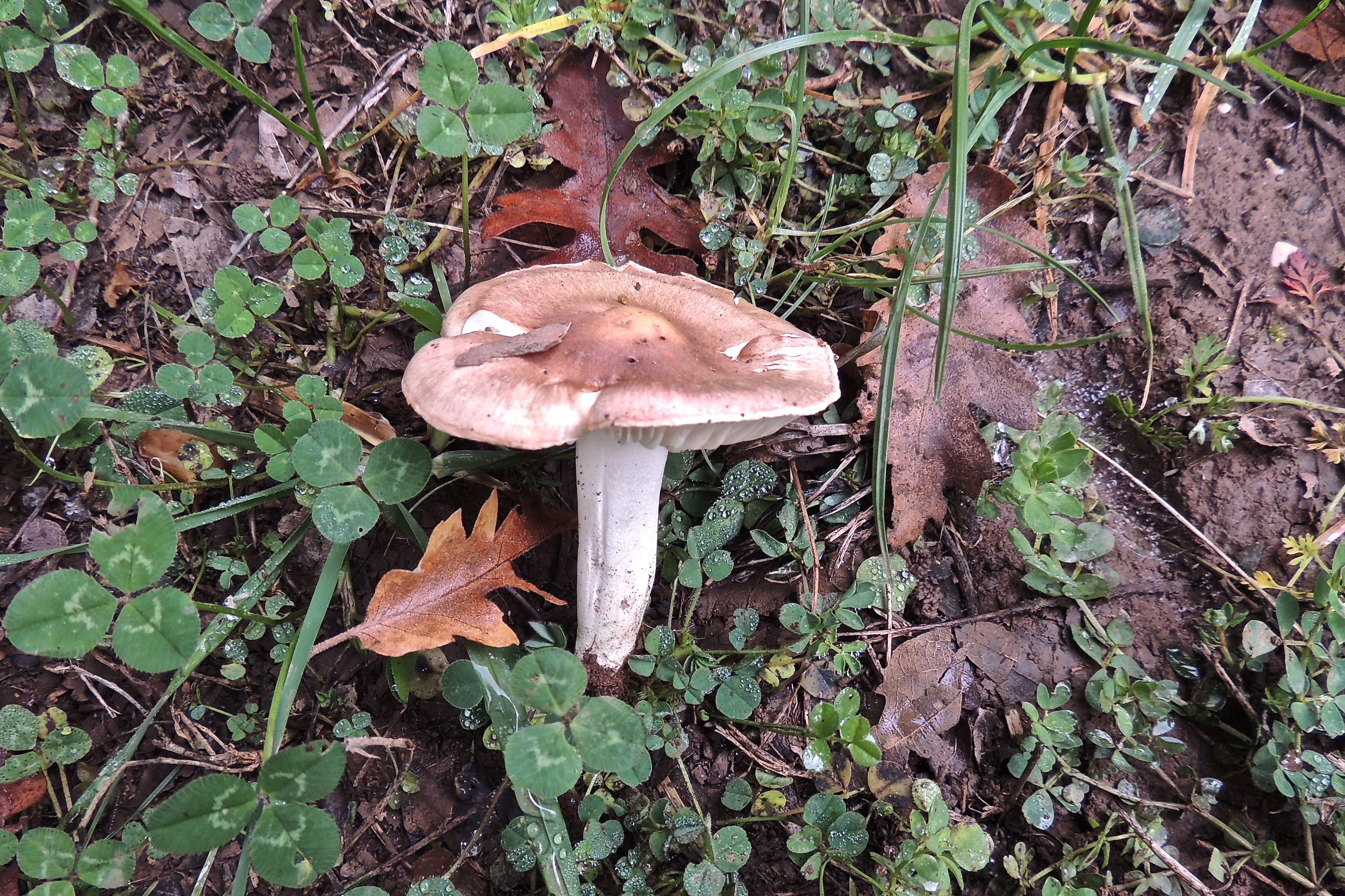
Hygrophorus arbustivus
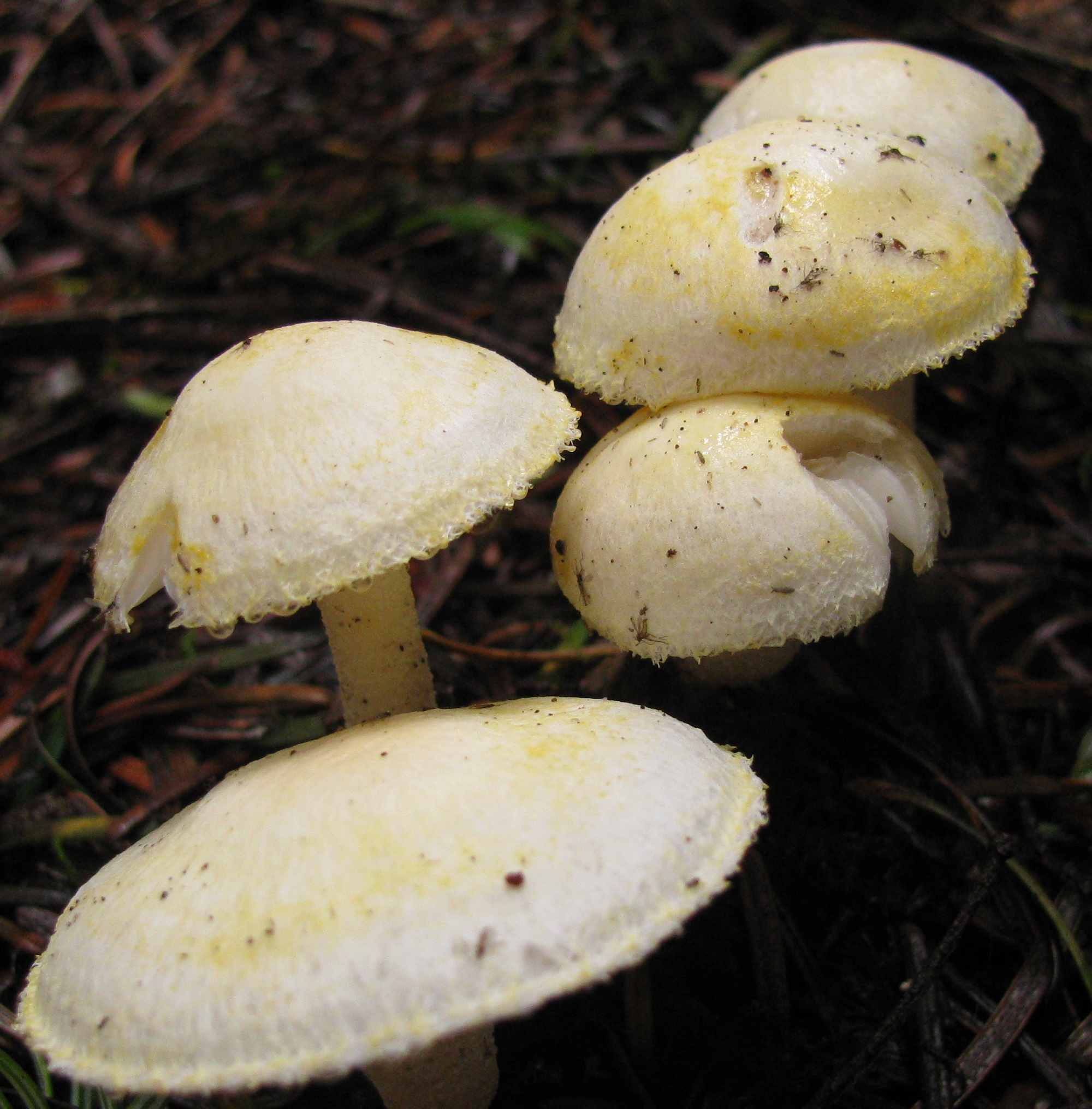
Hygrophorus chrysodon
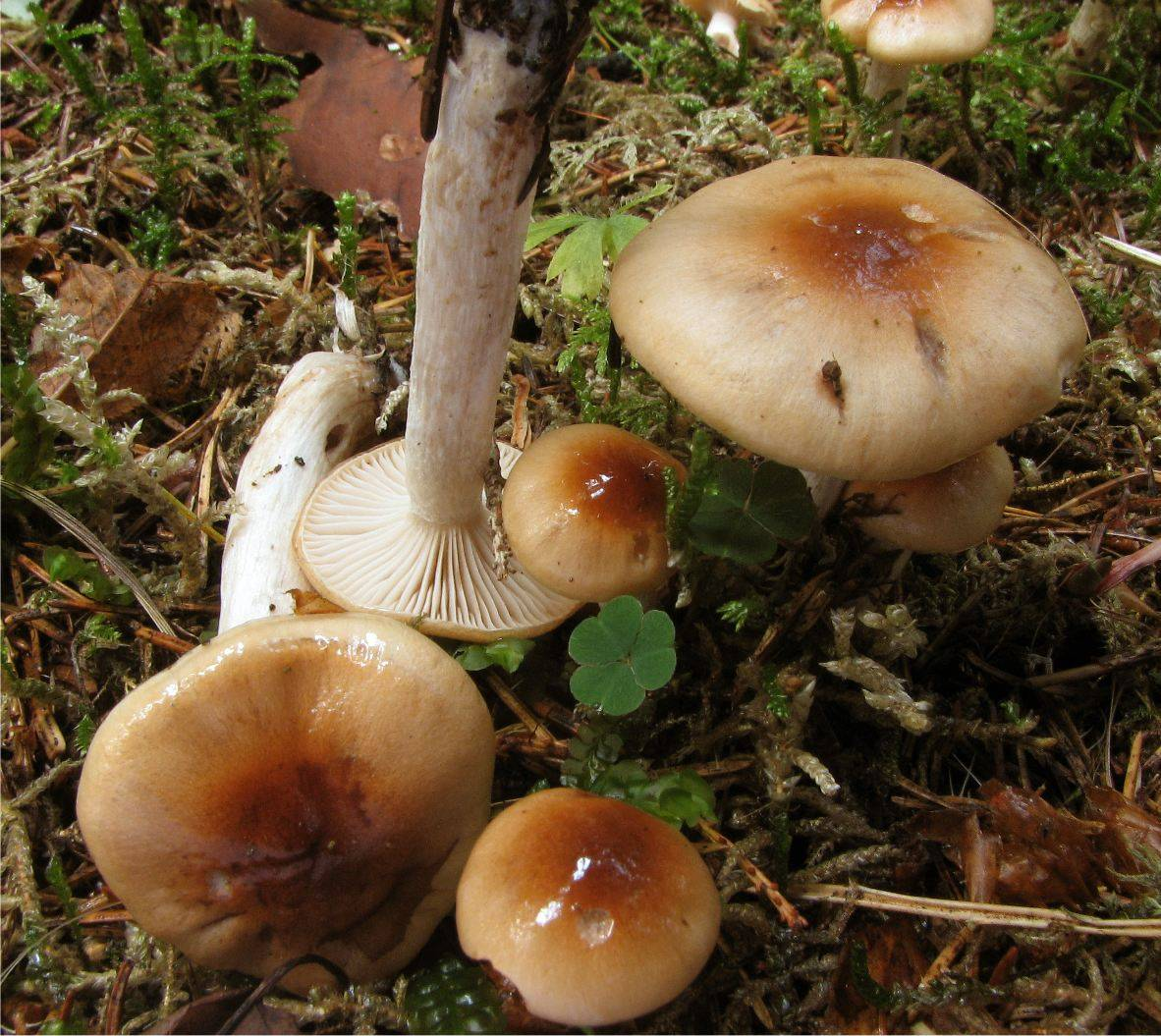
Hygrophorus discoideus

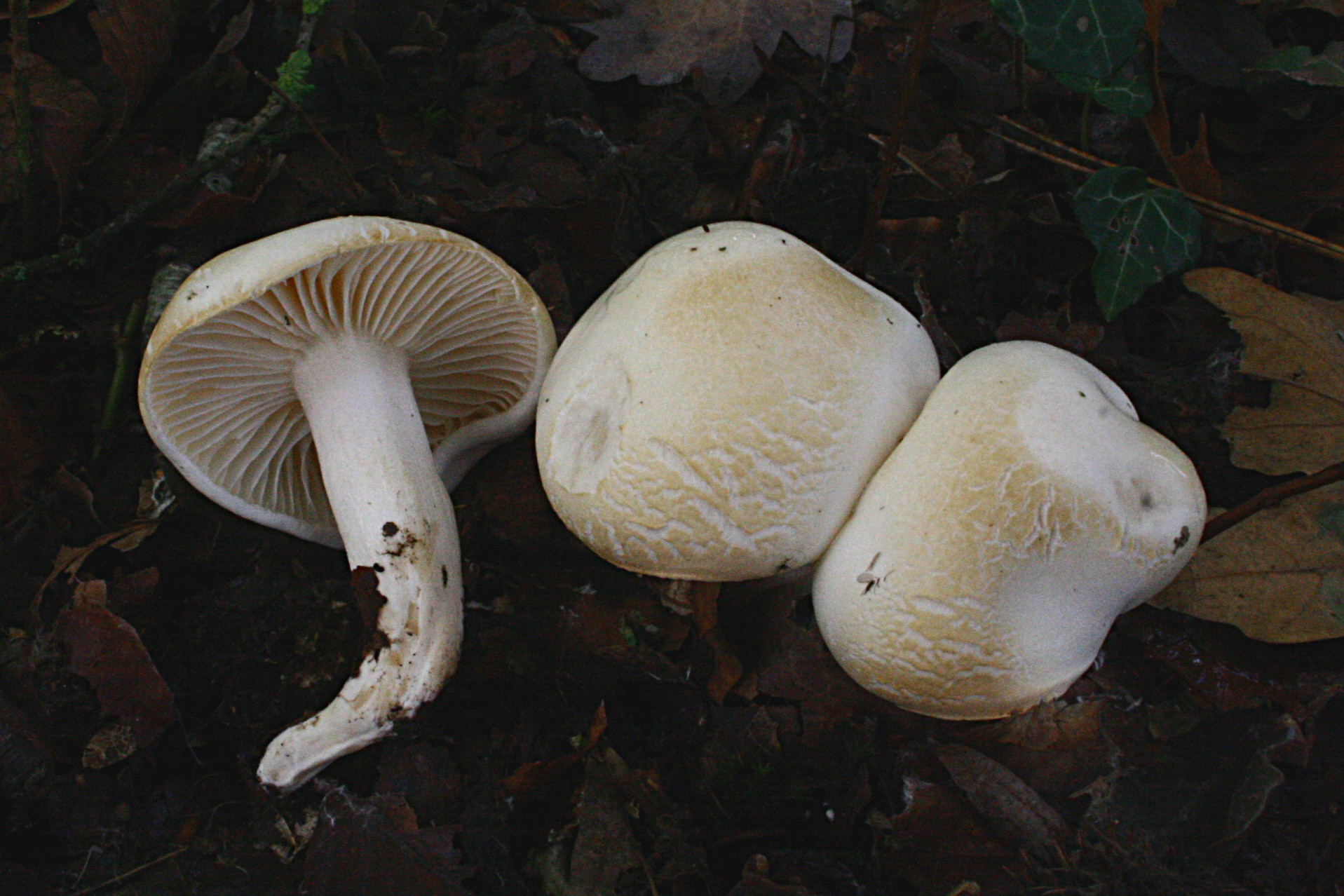
Hygrophorus discoxanthus
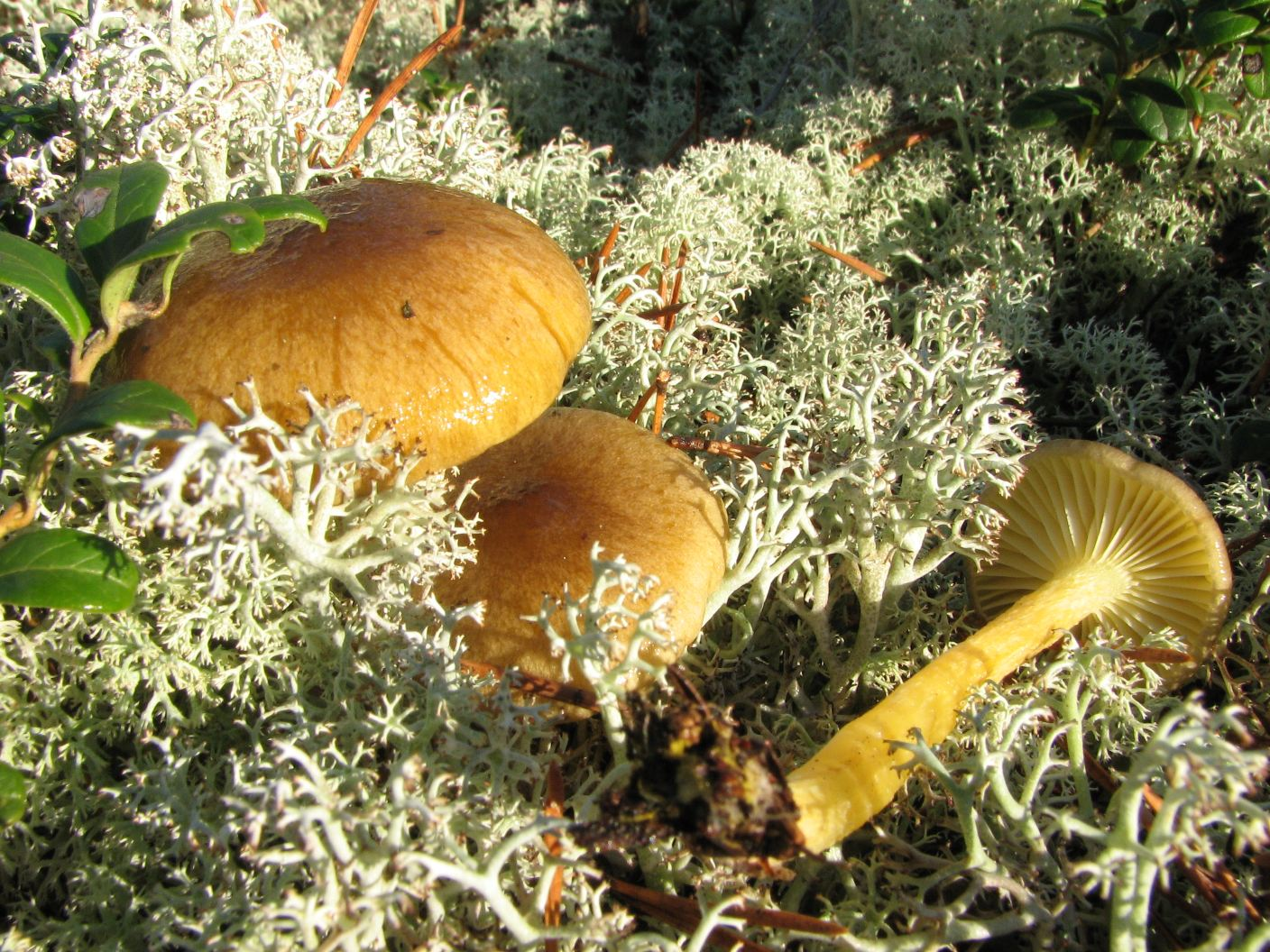
Hygrophorus hypothejus
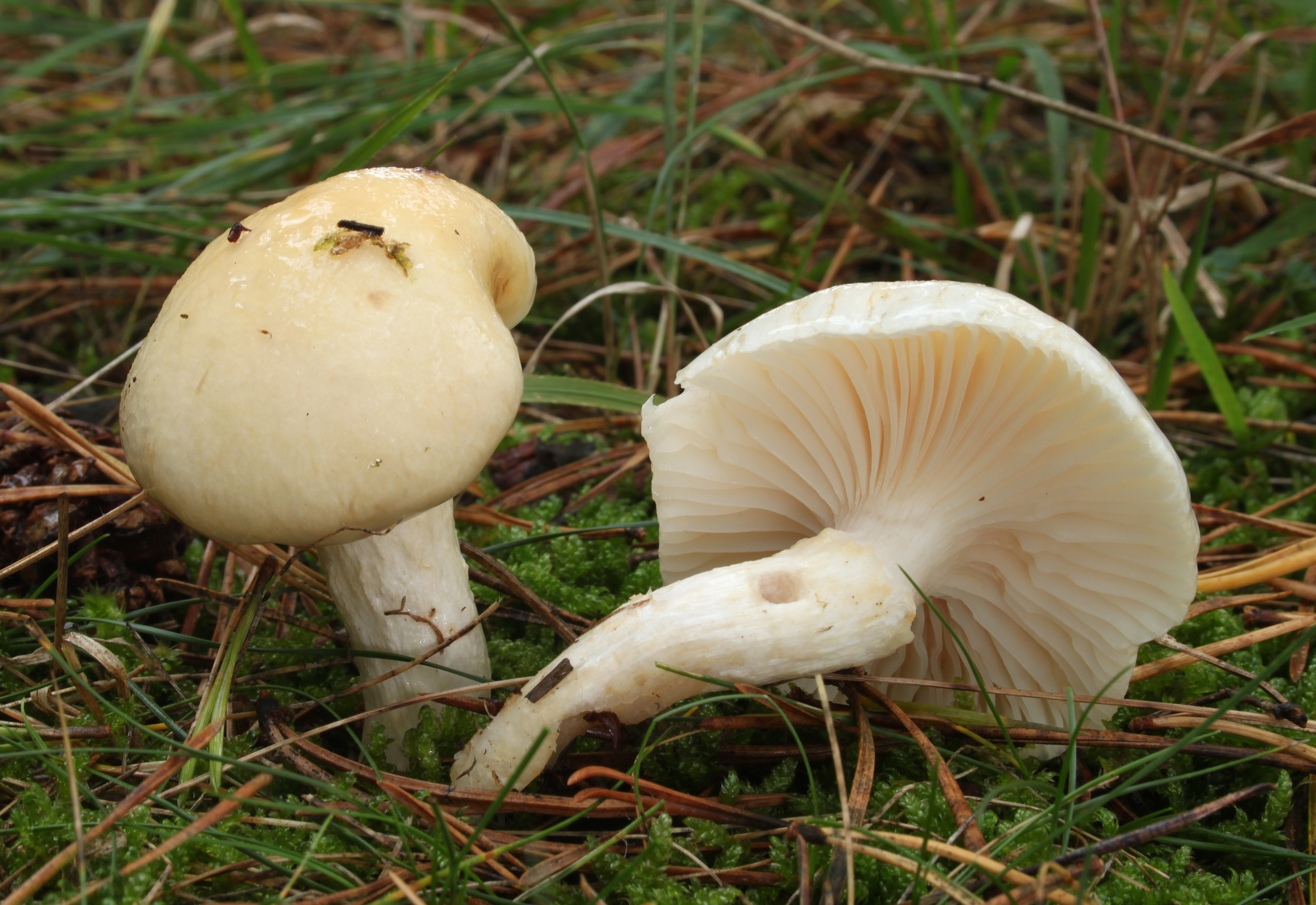
Hygrophorus ligatus
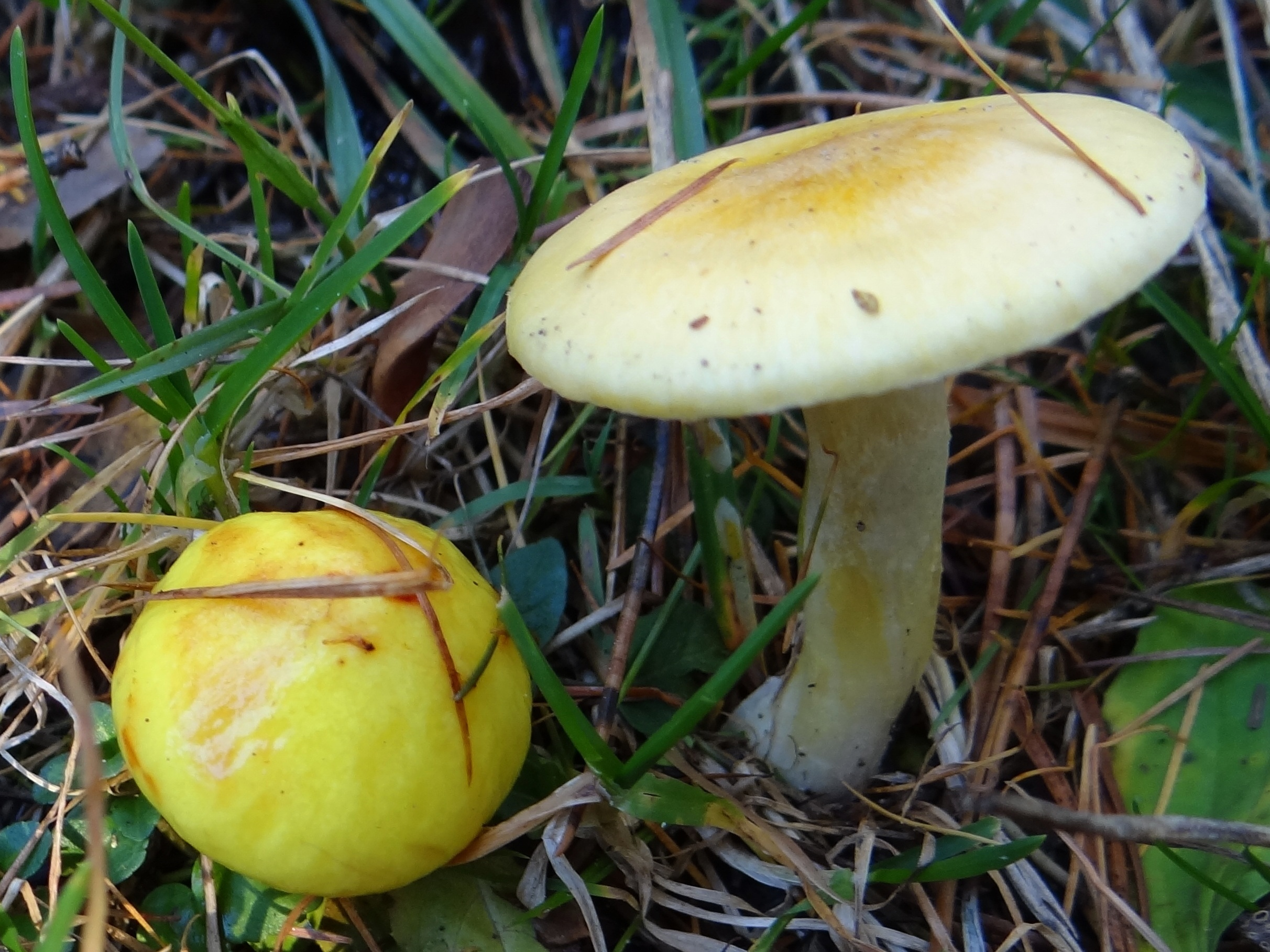
H. lucorum
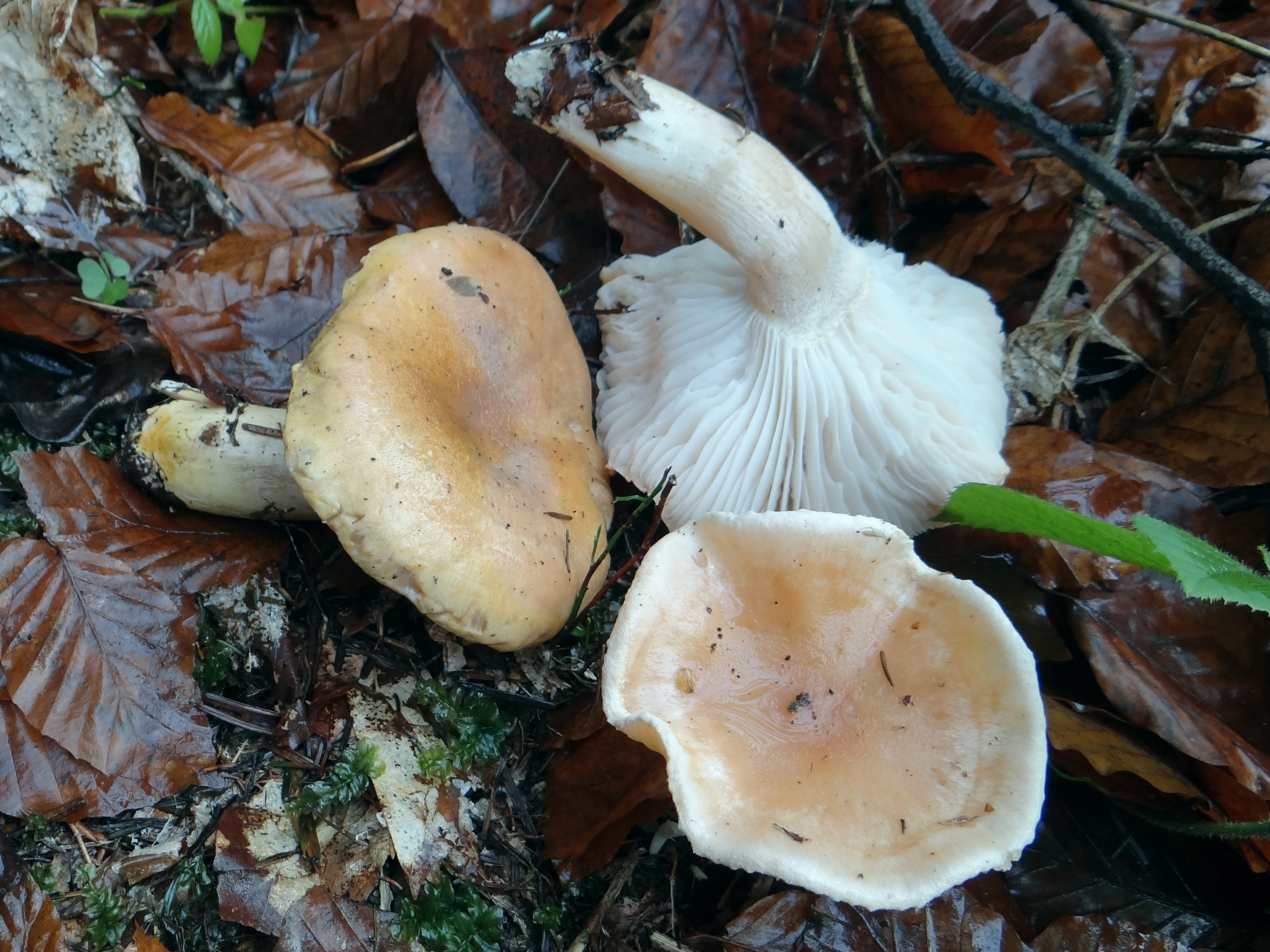
Hygrophorus nemoreus

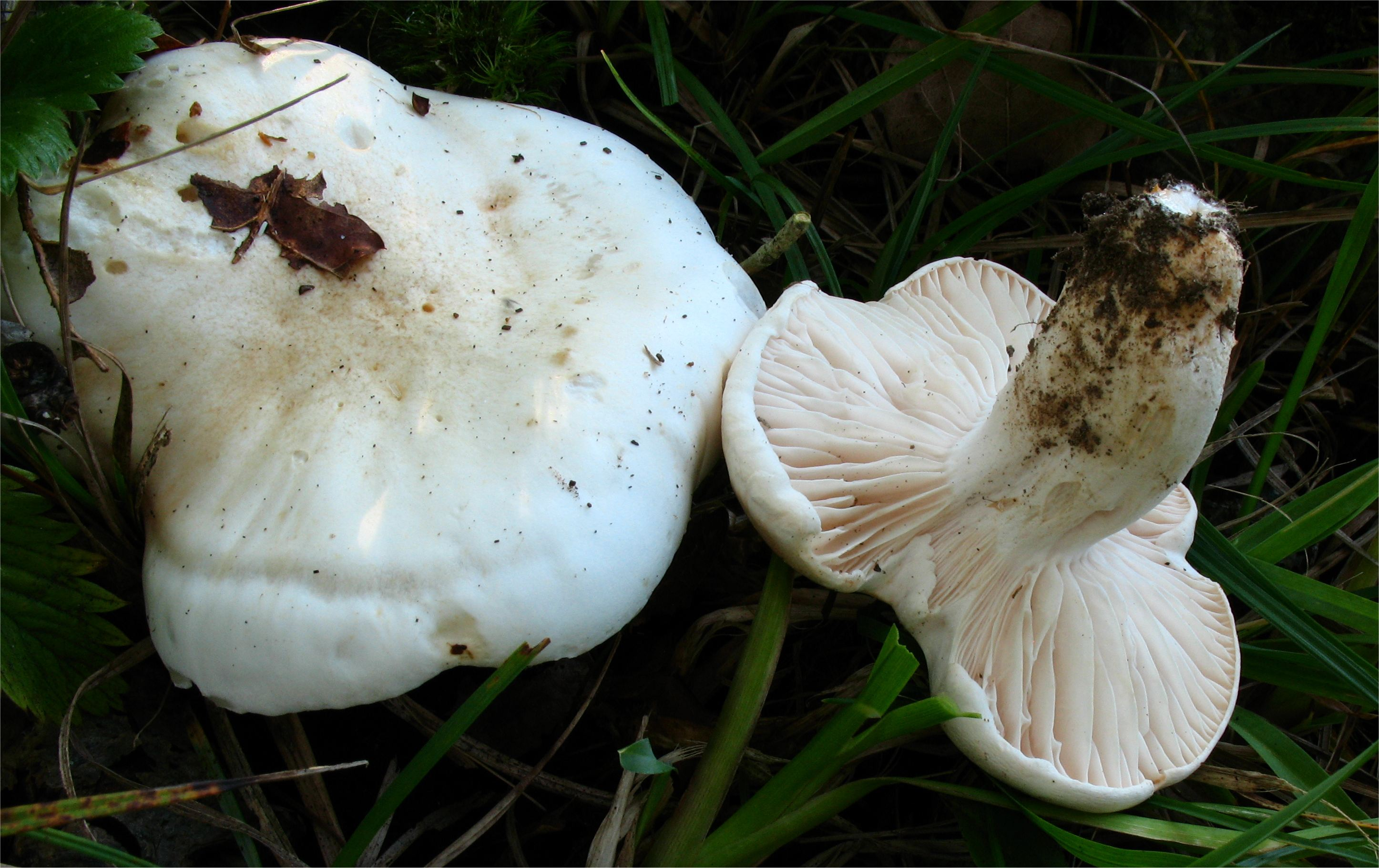
Hygrophorus penarioides
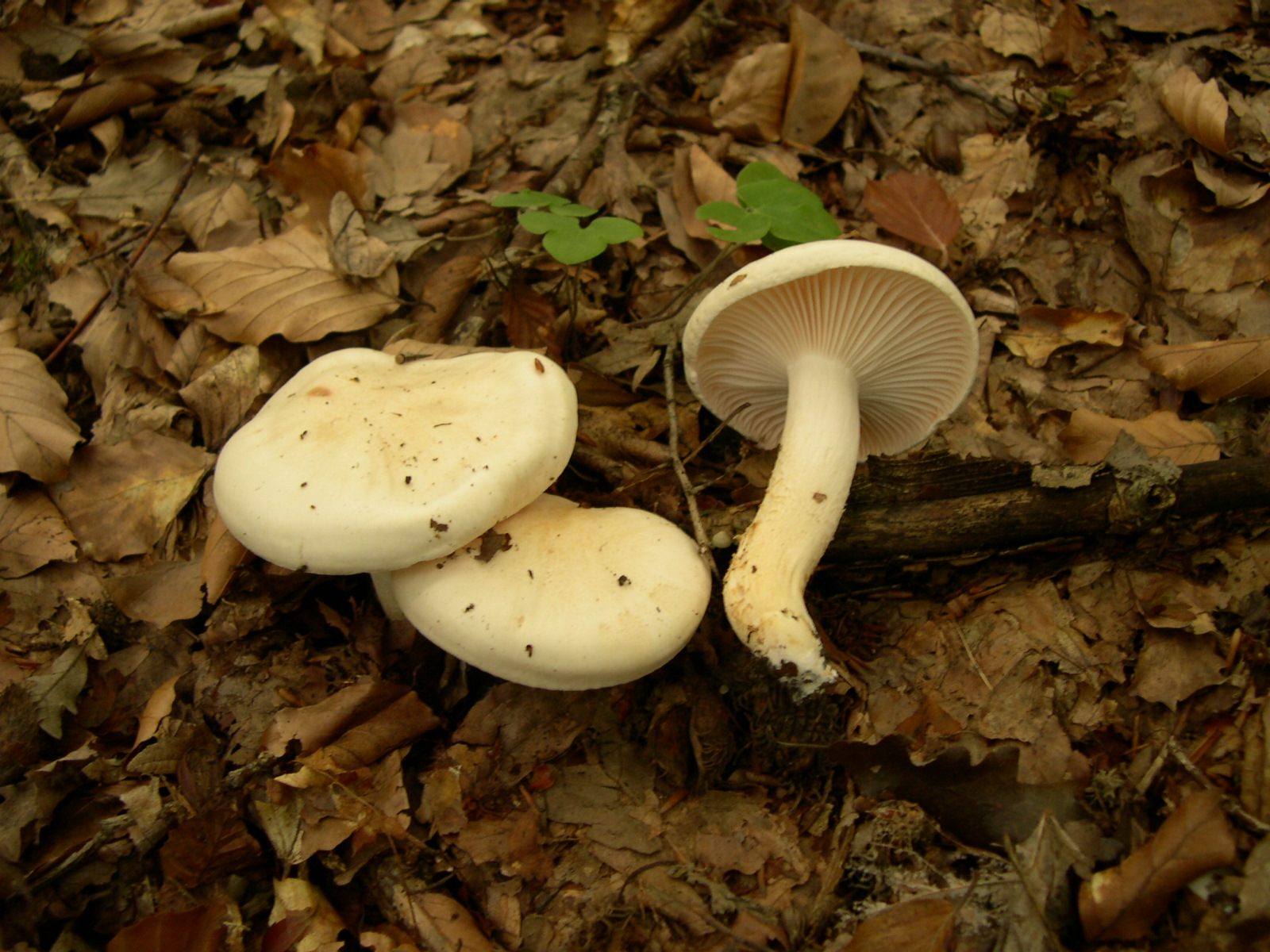
Hygrophorus penarius
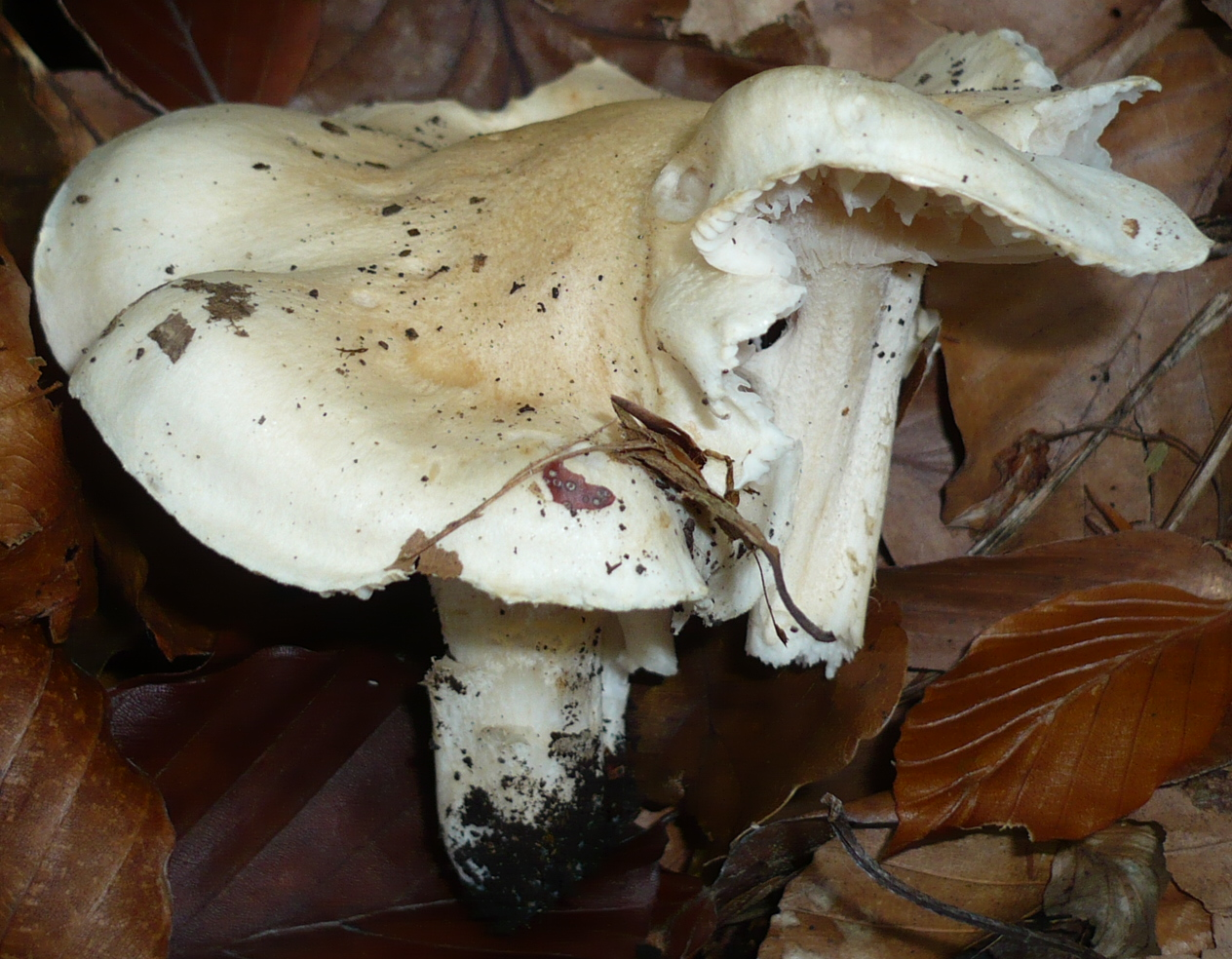
Hygrophorus poetarum
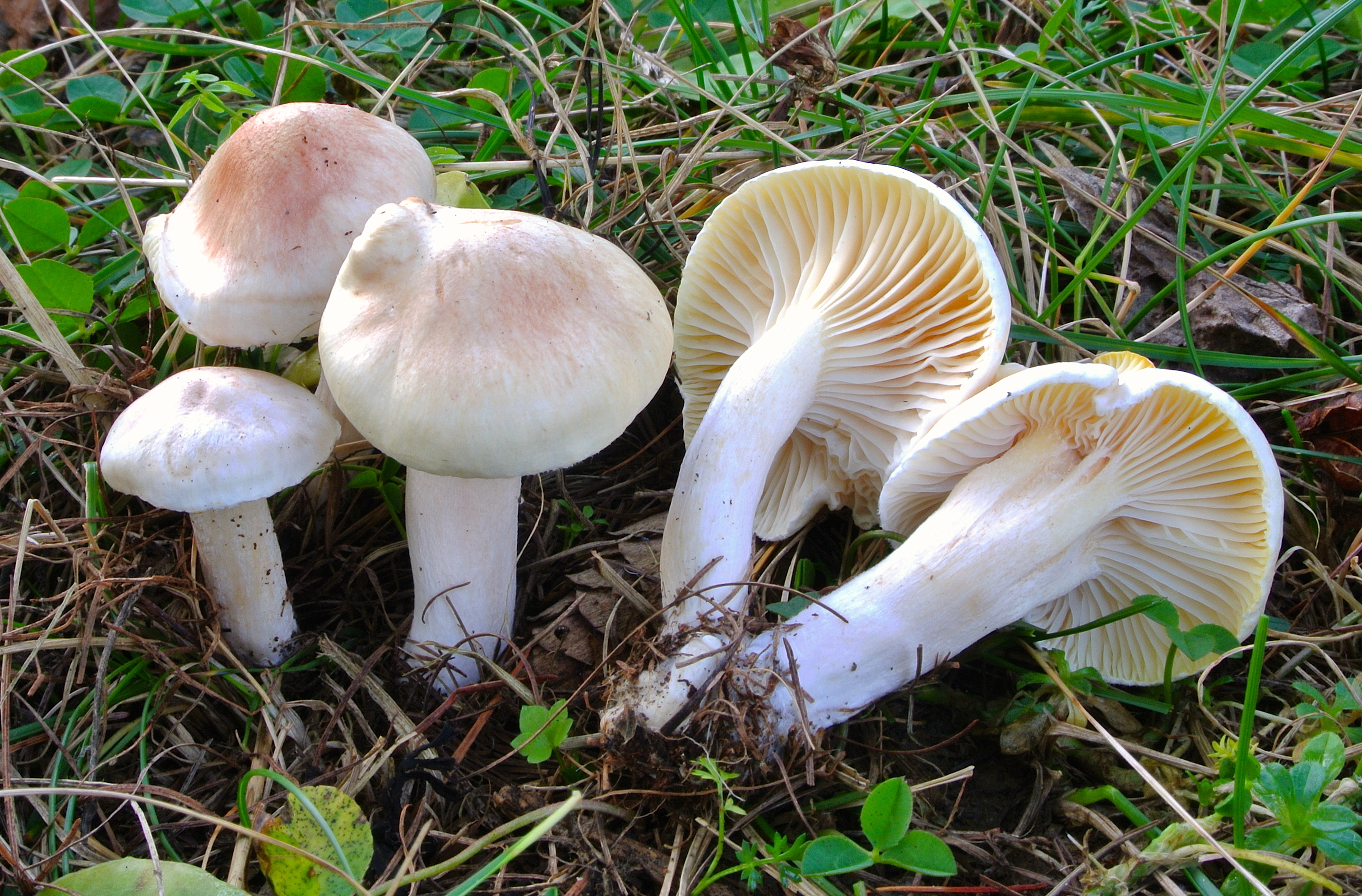
Hygrophorus queletii
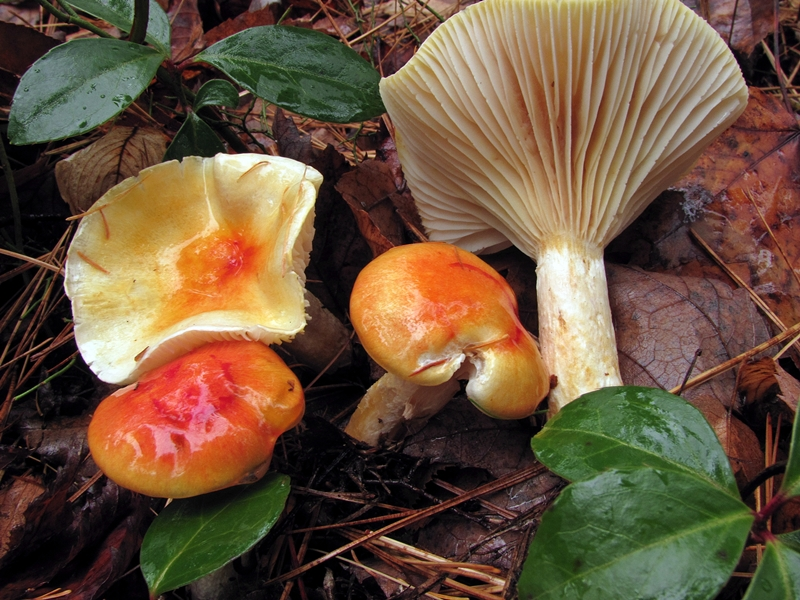
Hygrophorus speciosus

## Valorificare
Valoarea comestibilă a acestui burete cu carne albă și adesea productiv este indicată în mod foarte diferit: Există țări care îl listează chiar ca o ciupercă de piață, alții pur și simplu îl consideră necomestibil din cauza gustului său de terebentină. Dacă doriți să mâncați ciuperca, trebuie neapărat să o fierbeți în prealabil și să colectați doar exemplare tinere.